# Dressing for the Carnival
Dressing for the Carnival (Dansk: Klædt på til karneval) er malet i 1877 af den amerikanske maler, grafiker og illustrator Winslow Homer.
Homer undgik fuldstændig det stereotype billede, som mange kunstnere på den tid gav af afroamerikanerne. I 1870'erne og 1880'erne – under genopbygningen efter den amerikanske borgerkrig – blev der produceret utallige karnevalsbilleder, hvor afroamerikanere på en nedladende måde bliver fremstillet som tankeløse og muntre.
Homers Dressing for the Carnival er i modsætning til dem en dybt nuanceret og tragisk scene fra forberedelserne til fest. En gruppe mennesker forbereder sig til den afrikansk-amerikanske festival, der er kendt i sydstaterne som Jonkonnu og i nordstaterne som Pinkster. Det omfattede påklædning af en Harlekin-lignende figur, og det skildrer Homer på billedet: en mand pyntet i laset tøj i gult, rødt og blåt og med en frihedshue på hovedet. To kvinder syr stofstykkerne på. Den ene, til højre, strækker armen og trækker den lange tråd igennem stoffet med en gestus af overbevisende og dyster alvor. Ved siden af hende stirrer nogle børn med undren på ceremonien. Den ene af dem holder et lille amerikansk flag – en kombination af 4. juli- og Jonkonnu-ritualer. Homer lader os fornemme, hvor langt håbet om frigørelse stadig er fra realiteterne i syden.